# Mexcala farsensis
Mexcala farsensis là một loài nhện trong họ Salticidae.
Loài này thuộc chi Mexcala. Mexcala farsensis được Dmitri Viktorovich Logunov miêu tả năm 2001.